# ギョリュウモドキ属
ギョリュウモドキ属（ギョリュウモドキぞく）あるいはカルーナ属（カルーナぞく; 学名: Calluna）とはツツジ科に属する植物の属。ギョリュウモドキ（御柳擬、Calluna vulgaris）ただ1種のみからなり、エリカに近縁だが花の構造等に大きな違いがある。主に欧米でよく栽培される。
ただし、国際植物名インデックスには以下の6種の登録がある（亜種・変種・品種を除く）。
- Calluna atlantica Seem., J. Bot. 4: 306 (1866).
- Calluna beleziana Rouy, Bull. Soc. Bot. France 42: 500 (1895).
- Calluna ciliaris Schur, Enum. Pl. Transsilv. 447 (1866).
- Calluna elegantissima Sennen, Bol. Soc. Iber. Ci. Nat. 28(9-10): 177 (1930).
- Calluna erica DC., Fl. Franc. [de Candolle & Lamarck], ed. 3. 3: 680 (1805).
- Calluna vulgaris Salisb., Trans. Linn. Soc. London 6: 317 (1802).

## 特徴
地表を覆うように伸びる常緑の低木。高さは20–50 cm 程度で、非常に多く枝を出して密生する。葉は鱗片状で長さ2–3 mm とごく小さくなっており、十字対生に茎に密生して付き、その葉が互いに寄り合っている外見はヒノキなどのように見える。
開花期は長く、夏から秋にまで及ぶ。花は長さ20–30 cm の総状花序の形を取る。花は桃白色を基調として白から紫まで様々であるが、外見的にこの色を示しているのは花弁ではなくて萼片である。萼片は4片に分かれており、長さ4 mm 程度あり、その内側に花冠を囲い込む。萼片の基部には萼片のような形の苞片が4つある。花冠は萼片の約半分の長さしかなく、4片に深く裂けている。雄しべは8個、子房上位で蒴果を形成する。
学名の属名はギリシャ語の kallunein に由来し、これは『掃く』を意味し、本種がホウキとして用いられたことによる。園芸的には学名カナ読みのカルーナ、あるいはカルナが通用する。和名はその葉がギョリュウに似ていることによる。

## 分布
ヨーロッパからトルコに渡って分布し、カナダ東部とアメリカに帰化している。ニュージーランドに導入され、一部地域では外来種となっている。

## 分類
この属の種はギョリュウモドキ（Calluna vulgaris (L.) Hull）1種のみである
外見上はエリカ属のものとよく似ており、元々はこの属のものとされていた。しかし上記のように花冠を萼片が覆っており、また苞が発達して萼片のように見える点など明確に異なる特長があり、現在ではこの属に分けられている。

## 利用
カルーナは19世紀まで農村部の根強い貧困と関連付けられて軽蔑されてきたが、カルーナ人気は高山植物人気と平行して一般化している。カルーナはガーデニングや造園において非常に人気のあるオーナメンタル・プランツであり、石灰質でない土地では繁茂するが、酸度の少ない土地では失敗しやすい。また酸性土壌を好む。
主として観賞用に栽培される。ヨーロッパではエリカと共にヒースの構成種として親しまれ、古くより庭園に栽培され、またそれ以外にも利用は多かった。これについては以下に記す。ただしこの種は夏季の高温多湿には弱く、日本、特に暖地では株枯れが出やすい。また耐寒性はとても高いものの冬期の乾燥には弱く、冬の乾燥した風に当たると傷みやすい。つまりヨーロッパ向きではあるが日本の気候にはあまり適さないものである。
観賞用以外の利用としてはその学名が示すように枝がホウキの材料とされ、また優秀な蜜源植物としても知られる。茎と葉はハーブティーに用いられ、また花からオレンジ色の染料が得られる。またギョリュウモドキは1976年にノルウェーの国花となった。

### 観賞用として
ヨーロッパではエリカや本種など、いわゆるヒースの構成種を用いたヒースガーデンという庭園があり、本種も多く用いられている。園芸種はとても数多く、著名なものだけでも数十に及ぶという。主として花を観賞するものと葉を観賞するものがある。
花を観賞するタイプでは白、桃色、藤色、紫にわたる様々な色合いのものがあり、また八重咲き品種もある。例えば以下のようなものが知られる。
- ‘Alba Plena’：‘アルバ・プレナ’・白花八重咲き
- ‘H. E. Beal’：‘H. E. ビール’・明るい桃色花八重咲き
- ‘Hibernica’：‘ヒベルニカ’・藤桃色花

また葉や茎の方を鑑賞するものもある。樹形の変化では立つ形になるものやより強く這うものがあり、さらにはクッション状になるものもある。葉の色彩も緑色でも濃いもの淡いもの、黄色、紅、灰色などに色づくものがあり、更に基節によってそれが変化するものも知られる。以下のようなものが代表とされる。
- ‘Nana Compacta’：‘ナナ・コンパクタ’・枝が詰まっていて密生する、ごく矮性の品種
- ‘Gold Haze’：‘ゴールド・ヘイズ’・濃い黄色になるが、冬にはやや色がくすむ
- ‘Robert Chapman’：‘ロバート・チャプマン’・濃い黄色の葉で、それが冬には深紅に変化する
- ‘Rosalind’：‘ロザリンド’・濃い緑色で、所々がクリーム色になっており、冬にはその部分が紅葉する
- ‘Silver Queen’：‘シルバー・クイーン’・白い毛が密生しているので、全体に胚白色に見える